# Yakima Air Terminal
Yakima Air Terminal, také známý jako McAllisterovo letiště, je veřejné letiště, které se nachází šest kilometrů jižně od centra města Yakima v americkém státě Washington. Vlastníkem letiště je město a okres Yakima. Kromě všeobecného letectví ho využívají také dvě komerční aerolinky.

## Historie
Při 2. sv. válce letiště využívalo Letectvo armády Spojených států amerických.

## Zázemí a letadla
McAllisterovo letiště pokrývá plochu 334 hektarů v nadmořské výšce 335 metrů. Nachází se na něm dvě asfaltové ranveje.
Mezi listopadem 2007 a říjnem 2008 ho využilo celkem 49 722 letadel, což dává denní průměr 136 letů. Ze 75 procent se jednalo o všeobecná letadla, 20% bylo letecké taxi, 4% letů provedla armádní letadla a méně než 1% patří plánované komerční dopravě. Ve stejné době na letišti stálo 162 letadel, z nichž 85% byla jednomotorová letadla, 11% letadel mělo více motorů, 2% letadel byly tryskáče a 1% obsazení zabraly vrtulníky.
Letiště je také domovem výrobce lehkých sportovních a užitkových letadel a jejich částí Cub Crafters.

## Destinace
- Horizon Air - Seattle/Tacoma
- SeaPort Airlines - Portland, Wenatchee (od 1. března)